# Avante!
Avante! är en portugisisk kommunistisk tidning som har getts ut sedan 1931. Under perioden 1931-1974 var tidningen illegal och gavs ut i hemlighet för att undvika repression. Tidningen utkommer en gång i vecka.
Tidningen är officiellt organ för Partido Comunista Português, och dess huvudkontor ligger i Lissabon där partiets kansli också ligger.